# JR貨物U30D形コンテナ
U30D形コンテナ（U30Dがたコンテナ）は、日本貨物鉄道（JR貨物）輸送用として籍を編入している20ft私有コンテナ（ドライコンテナ）である。
2004年度より製造された。

## 概要
本形式の数字部位 「 30 」は、コンテナの容積を元に決定される。このコンテナ容積30 m3の算出は、厳密には端数四捨五入計算の為に、内容積29.5 m3 - 30.4 m3の間に属するコンテナが対象となる。また形式末尾のアルファベット一桁部位 「 D 」は、コンテナの使用用途（主たる目的または、構造）が 「 特殊 」を表す記号として付与されている。

## 特記事項
下部に支持脚が装備されており、専用トラックへは緊縛金具と油圧による自力脱着ができる。

## 番台毎の概要
1 - 10
センコー所有。総重量12.3t。スワップボディコンテナ。

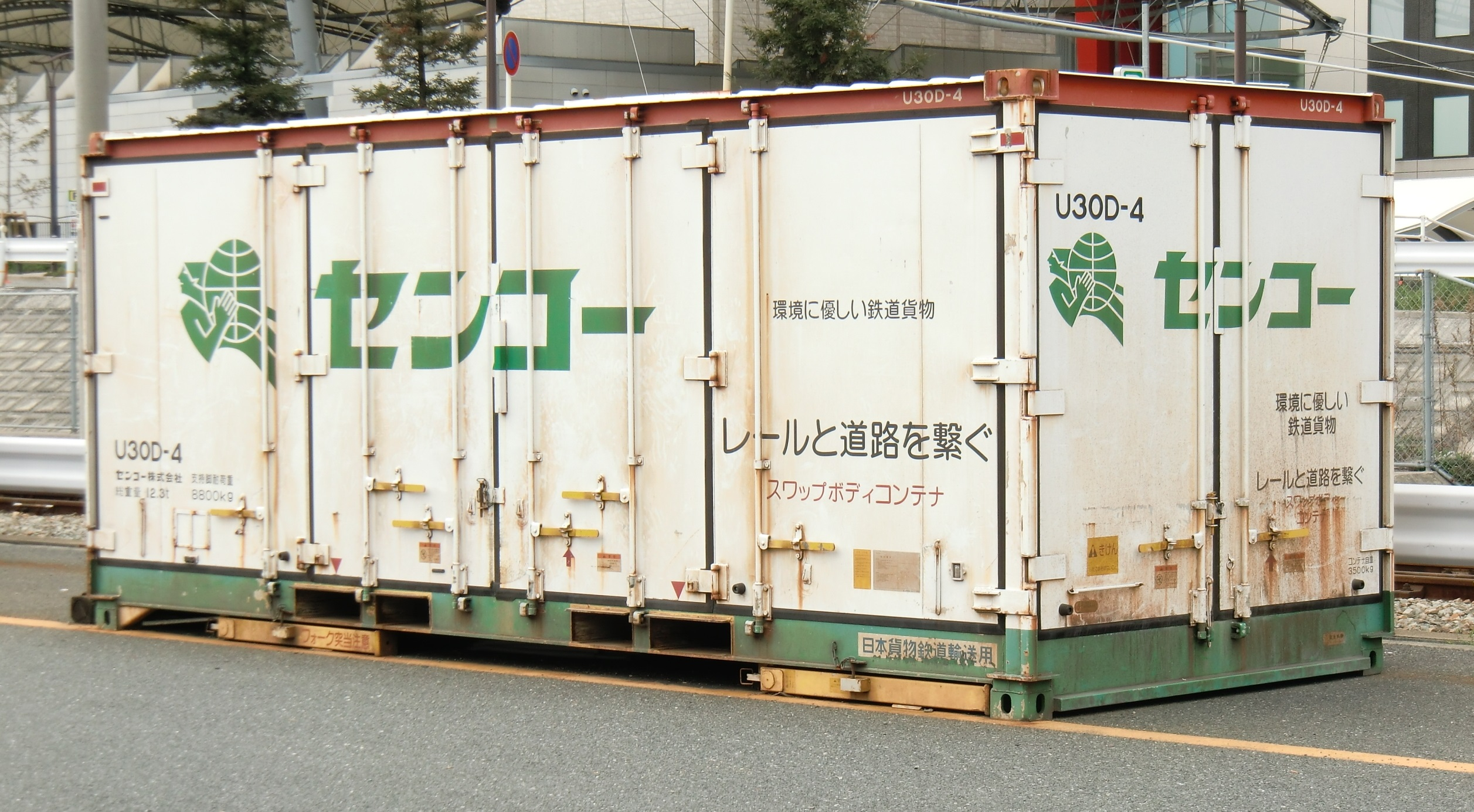
U30D-4 センコー所有。
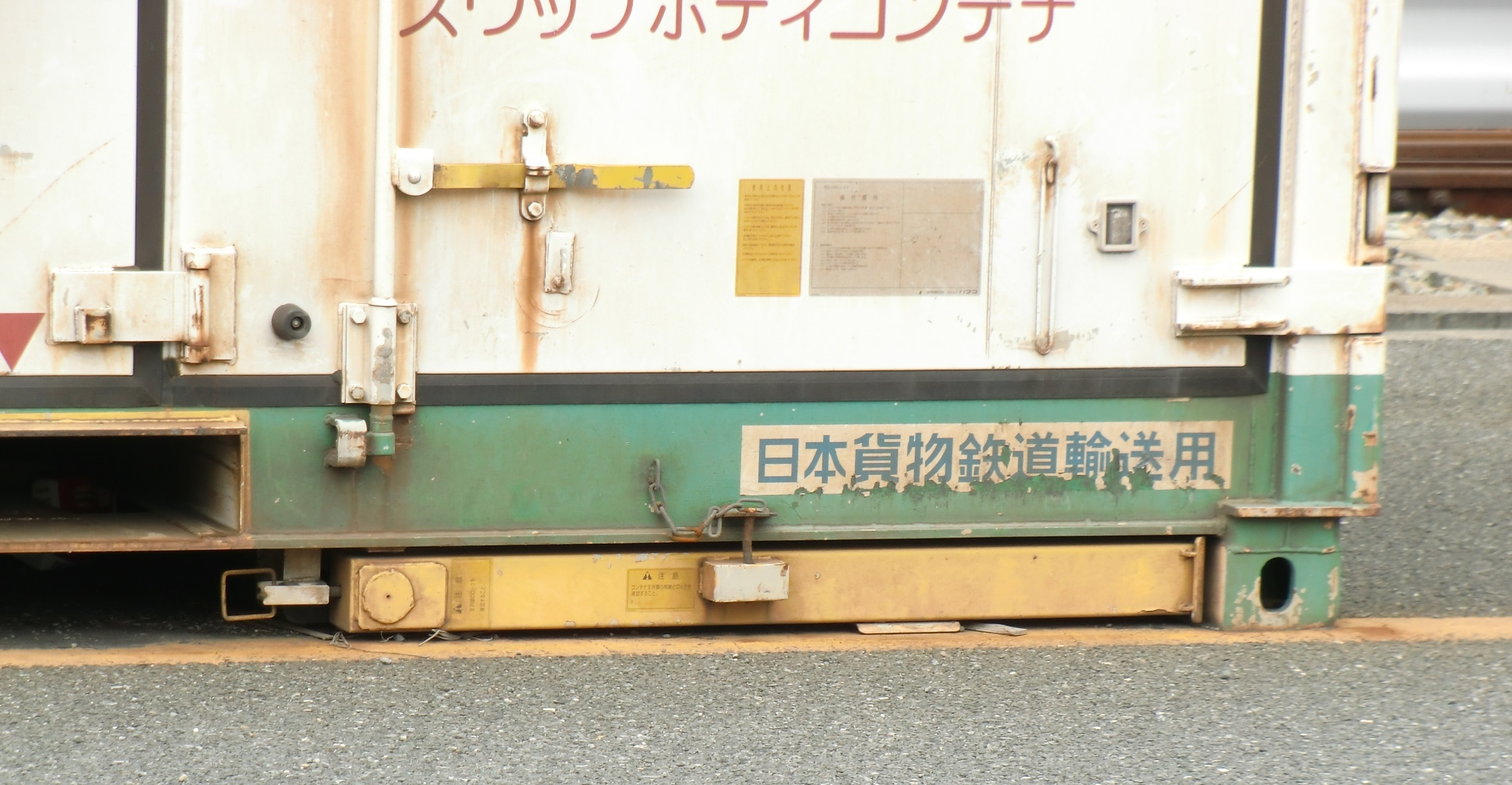
U30D形コンテナの支持脚